# Randall Bailey
Randall Bailey est un boxeur américain né le 13 septembre 1974 à Opa-Locka, Floride.

## Carrière
Passé professionnel en 1996, il devient champion du monde des super-légers WBO le 15 mai 1999 après sa victoire au premier round contre Carlos Gonzalez. Battu lors de sa 3e défense par Ener Julio le 22 juillet 2000, Bailey remporte douze ans plus tard le titre vacant de champion du monde des poids welters IBF aux dépens de Mike Jones par KO au 11e round le 9 juin 2012. Il s'incline en revanche aux points contre Devon Alexander dès le combat suivant le 20 octobre 2012.

## Référence
1. ↑  (en) Mike Jones vs. Randall Bailey (boxrec.com)